# Sredno seło (obwód Wielkie Tyrnowo)
Sredno seło (bułg. Средно село) – wieś w Bułgarii, w obwodzie Wielkie Tyrnowo, w gminie Złatarica. W 2024 roku liczyła 57 mieszkańców.